# Томич, Радомиро
Радомиро Томич Ромеро (исп. Radomiro Tomic Romero; 7 мая 1914, Калама — 3 января 1992, Сантьяго-де-Чили) — чилийский юрист и политик хорватского происхождения, кандидат на пост президента Чилийской Республики на выборах 1970 года. Один из основателей Христианско-демократической партии Чили, в которой представлял левое крыло.
Получил юридическое образование в Папском католическом университете Чили (PUC). Свою политическую деятельность начал в социал-христианских кругах университета и в 1938 году был одним из соучредителей Национальной фаланги, затем ставшей основой Христианско-демократической партии (ХДП). Он становился её председателем в 1946—1947 и 1952—1953 годах. Помимо прочего, Томич был директором газеты El Tarapacá в Икике (1937—1941), а затем — Editorial del Pacífico.
Томич был членом Палаты депутатов от Арики, Писагуа и Икике (1941—1949). Когда Закон о постоянной защите демократии (Ley de Defensa Permanente de la Democracia) запретил Коммунистическую партию Чили и возможность избираться её членам, включая поэта Пабло Неруду, на его освободившееся место в Сенате на дополнительных выборах был избран Томич. Он был сенатором от Тарапаки и Антофагасты (1950—1953), а затем от Аконкагуа и Вальпараисо (1961—1965). В 1965 году он оставил пост сенатора, чтобы стать послом Чили в США (4 марта 1965 года — апрель 1968 года).
Выступая лидером христианских левых и прогрессивного крыла христианских демократов, он был кандидатом в президенты от этой партии на выборах 1970 года, на которых большинство голосов получил демократический социалист Сальвадор Альенде, при поддержке занявшего третье место Томича утверждённый парламентом на пост президента республики. Альенде был свергнут и погиб в ходе военного переворота 1973 года, прервавшего демократическое развитие Чили более чем на полтора десятилетия. Хотя многие в его партии первоначально поддержали переворот, Томич сразу стал резким критиком диктатуры Пиночета и значительное время провёл в изгнании.
Как политик и парламентарий Томич был защитником возвращения суверенитета Чили над медными месторождениями страны и выступал за национализацию этой отрасли. В 1997 году государственная медная компания CODELCO назвала шахту в его честь.
Томич был женат на Олайе Эррасурис Эченике, у них было 9 детей. Он умер в 1992 году в Сантьяго.

## Происхождение и семья
Хорват по происхождению, он был пятым из семи детей от брака Эстебана Томича Дворника (мэра Каламы в 1930-х годах, который открыл нынешнюю ратушу коммуны) и Марии Ромеро Гарсии. У него было семеро братьев и сестёр.
В 1940 году, находясь в Стокгольме, он женился на Олайе Эррасурис Эченике, от которой у него было девять детей: Амайя, Эстебан (который был послом Чили в Организации американских государств), Карлос, Габриэль, Фелипе, Блас, Олайя, Хуан Кристобаль и Франсиско.
Учился в Колледж Святого Алоизиуса (исп. Colegio San Luis) в Антофагасте. После школы поступил на юридический факультет Католического университета Чили. В 1941 году он защитил диссертацию на тему «Международное право: межамериканская система». По окончании обучения он был отмечен премией как самый выдающийся студент.

## Профессиональная карьера
Работал в сфере журналистики. С 1937 по 1941 год он был директором газеты El Tarapacá de Iquique, где сменил Эдуардо Фрея Монтальву. Позже он руководил издательством Editorial del Pacífico. Он также преподавал экономическую политику, политическую экономию и социальное законодательство в Католическом университете Чили и Политехническом институте. Кроме того, он занимал пост директора Центра прогресса в Тарапаке и Антофагасте.

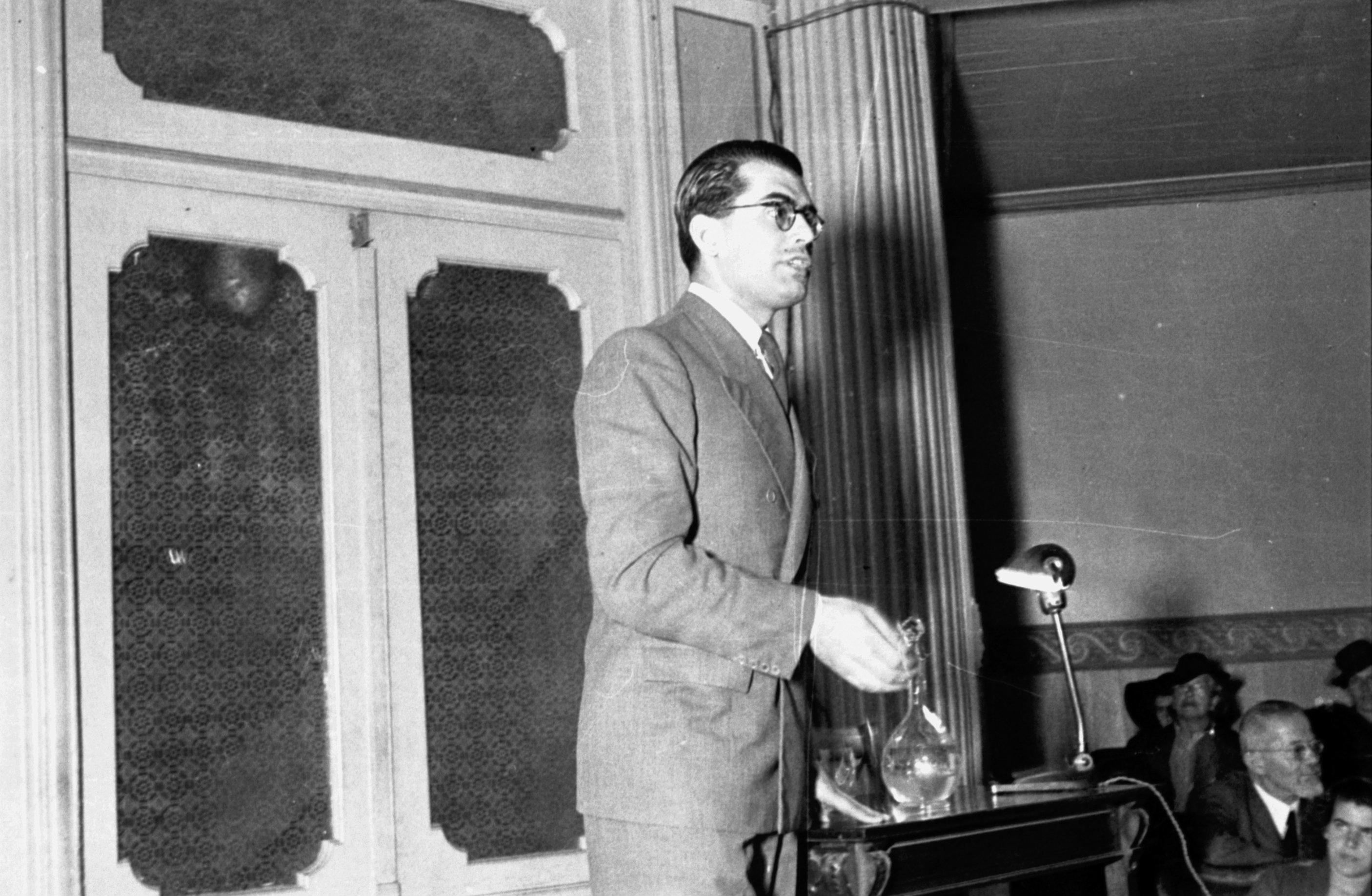
Томич выступает в 1940 году

## Политическая карьера
Он начал заниматься политикой ещё во время учёбы в университете, когда стал президентом Центра студентов-юристов PUC, а позднее — Федерации студентов своего университета. В 1938 году вместе с Эдуардо Фреем Монтальвой, Бернардо Лейтоном, Мануэлем Антонио Гарретоном, Рафаэлем Гумусио и другими он основал Национальную фалангу. Хотя её название отсылало к ультраправому фалангизму, это была умеренная группировка, затем создавшая Христианско-демократическую партию, занимавшую даже более прогрессивные позиции, чем аналогичные европейские партии. Когда в 1937 году его близкий друг Фрей впервые попытался баллотироваться в парламент, Томич стал главным менеджером предвыборной кампании. Томич был национальным президентом фаланги в 1946—1947 и 1952—1953 годах.
Он избирался депутатом нижней палаты на два последовательных срока от Арики, Писагуа и Икике (1941—1945 и 1945—1949). Он был заместителем члена Постоянного комитета по народному образованию и членом Постоянного комитета по национальной обороне. Во время своего второго срока он был заместителем члена Постоянного комитета по конституции, законодательству и правосудию, а также членом Постоянного комитета по дорогам и общественным работам. В 1945—1946 годах он был членом Фалангистского комитета.
Позднее он был избран сенатором от провинций Тарапака и Антофагаста (1950—1953), на дополнительных выборах, заменив Пабло Неруду, который был дисквалифицирован антикоммунистическим Законом о защите демократии. Томич был заместителем сенатора в Постоянном комитете по финансам и бюджету, в Постоянном комитете по общественным работам и дорогам и в Постоянном комитете по гигиене, здравоохранению и общественной помощи.

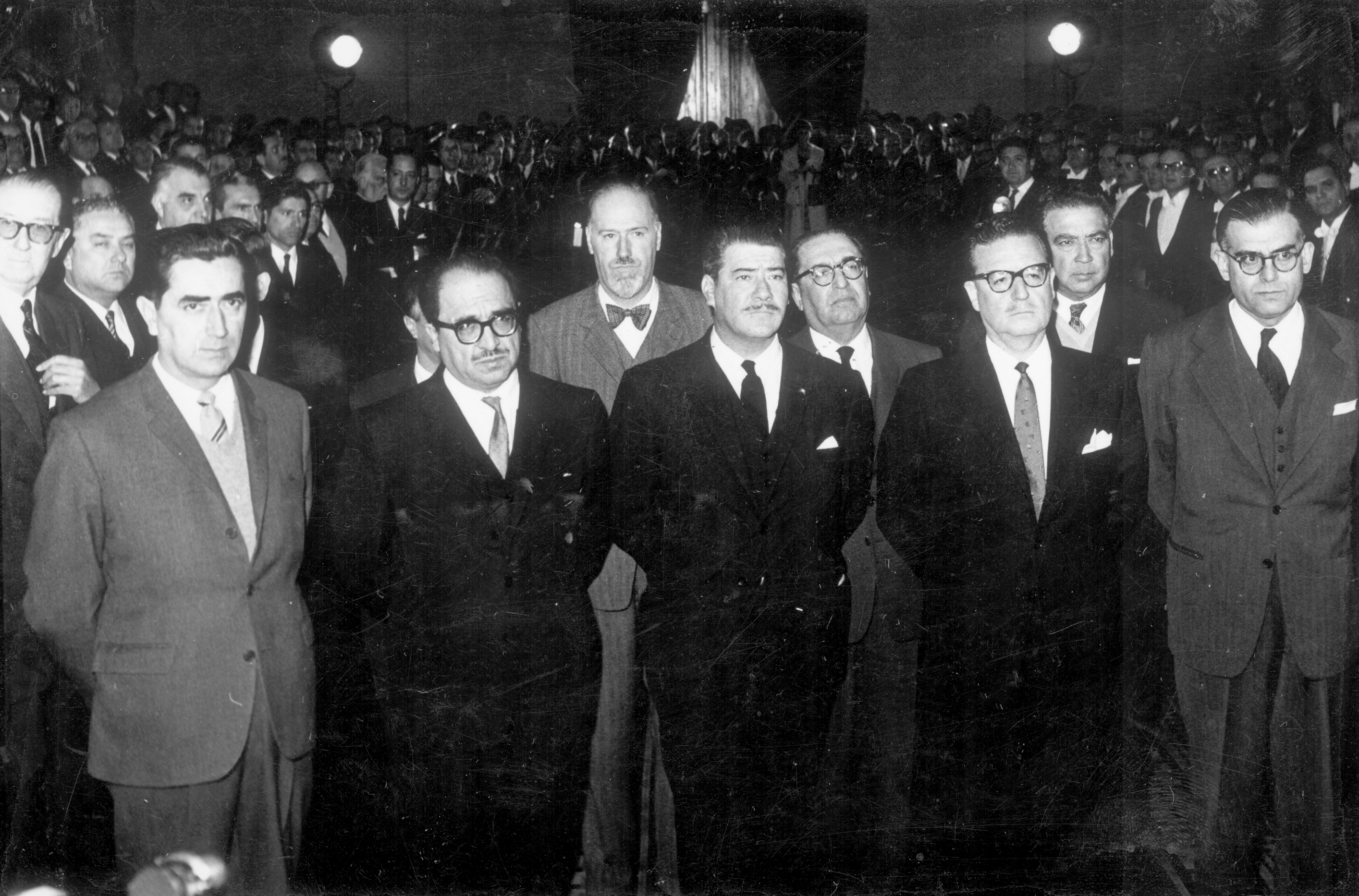
Открытие Конгресса в 1961 году. В первом ряду Саломон Корбалан, Анисето Родригес, Сальвадор Альенде и Радомиро Томич.

В 1961 году он был избран сенатором уже от Аконкагуа и Вальпараисо (на период 1961—1965). Он был членом Постоянного комитета по конституции, законодательству, правосудию и регулированию, а также Комитета по народному образованию. Он не завершил свой парламентский срок, так как 4 марта 1965 года был назначен послом Чили в США. Его заменил Бенхамин Прадо Касас.
В Конгрессе Томич принимал участие в различных международных мероприятиях: в 1951 году он был делегатом Конференции министров иностранных дел американских стран в Вашингтоне; в 1955 году он был принят в качестве почетного гостя правительством Югославии; в 1957 году он был членом делегации, которая вела переговоры по торговому договору с Аргентиной и участвовал в Международном конгрессе в Сан-Паулу. В 1958 году он принял участие в Брюссельском международном конгрессе по приглашению Государственного департамента в Вашингтоне и правительства Италии. В следующем году он отправился на Кубу в качестве официального гостя революционного правительства, а в 1960 году также по официальному приглашению посетил Венесуэлу и Колумбию.
Во время своей парламентской работы он был ярым сторонником «чилизации меди» (государственного контроля над добычей меди и горнорудной отраслью), поэтому в 1992 году компания CODELCO назвала в его честь шахту и рудник.
В 1965 году он оставил пост сенатора, чтобы занять пост посла Чили в Соединённых Штатах, на котором проработал с 4 марта 1965 года по 13 апреля 1968 года. Многие видели в этом уловку его товарища по партии, президента Фрея: имевший репутацию сильнейшего оратора и лидера левого крыла ХДП Томич, известный своими президентскими амбициями, выбывал из внутренней политики Чили.

## Идеология и партийная деятельность

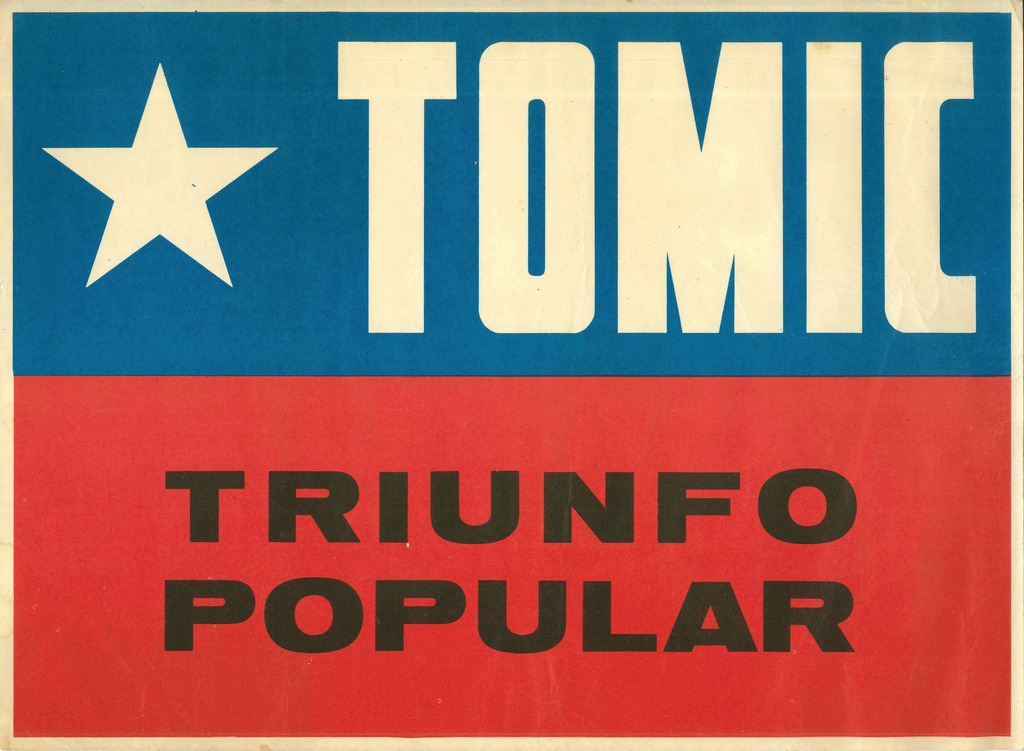
Предвыборный плакат в поддержку кандидатуры Томича в президенты

Лидер умеренно-левого идеологического течения внутри христианской демократии, Томич был избран кандидатом в президенты от своей партии на президентских выборах в Чили в 1970 году. Он начал политическую кампанию с символической фразы, которая запомнилась тем, что ознаменовала поворотный момент в партии:
Я не боюсь сказать это: либо демократическая и народная революция, которая объединит колоссальные усилия народного участия для достижения Чили новых горизонтов и новой судьбы, либо институциональный крах, который серьёзно разделит чилийцев и настроит их против самих себя.
В руководстве Христианско-демократической партии Томич считался «вторым после Фрея», и его выдвижение считалось гарантированным задолго до 1970 года. Работая послом Чили в США, он смог наладить связи с американским истеблишментом и завоевать авторитет среди международных лидеров. В то же время, поскольку он трудился на дипломатическом поприще за границей, он не был связан с непопулярной внутренней политикой Фрея, которую упрекали в нерешительности. Называя себя прогрессивным католиком, Томич открыто критиковал капитализм и говорил о «структурной трансформации, которая приведет к католическому коммунитаризму», поддерживая национализацию чилийской медной промышленности и выступая за «более значительное присутствие чилийского государства» в других отраслях. Когда в июле 1968 года Сидни Вайнтрауб спросил Томича, что означает его идеал католического коммунитаризма, он ответил, что «все знают, что такое капитализм, […] все знают, что такое коммунизм; коммунитаризм не является ни тем, ни другим».
Томич желал союза с левыми партиями Народного единства, утверждая, что цель христианских демократов «заключалась в проведении существенных социально-экономических преобразований, что не сильно отличалось от целей марксистских левых». По словам Томича, Чили остро нуждается в прогрессивных реформах, и коалиция левых партий с христианскими демократами объединит чилийских прогрессистов, обеспечив необходимое парламентское большинство. Несмотря на холодный прием его идеи Фреем и американской администрацией, Томич пламенно отстаивал её, утверждая, что только союз с умеренными левыми с целью построения коммунитарной системы «может спасти Чили от надвигающейся катастрофы» (предотвратив как коммунистическую революцию, так и реакционный военный переворот в Чили), и «сравнивал свой прогноз будущего Чили с ранними предупреждениями Черчилля против Гитлера в 1930-х годах». В то время как посол США Эдвард М. Корри был резко против плана Томича, считая, что антиклерикальная Коммунистическая партия Чили никогда не согласится на союз с христианскими демократами, заместитель госсекретаря Николас Катценбах поддержал его, написав: «Я слышал, что чилийские коммунисты менее радикальны, чем социалисты. Идея Томича о коалиции левых может быть не такой уж плохой. В любом случае, она заслуживает дальнейшего изучения».

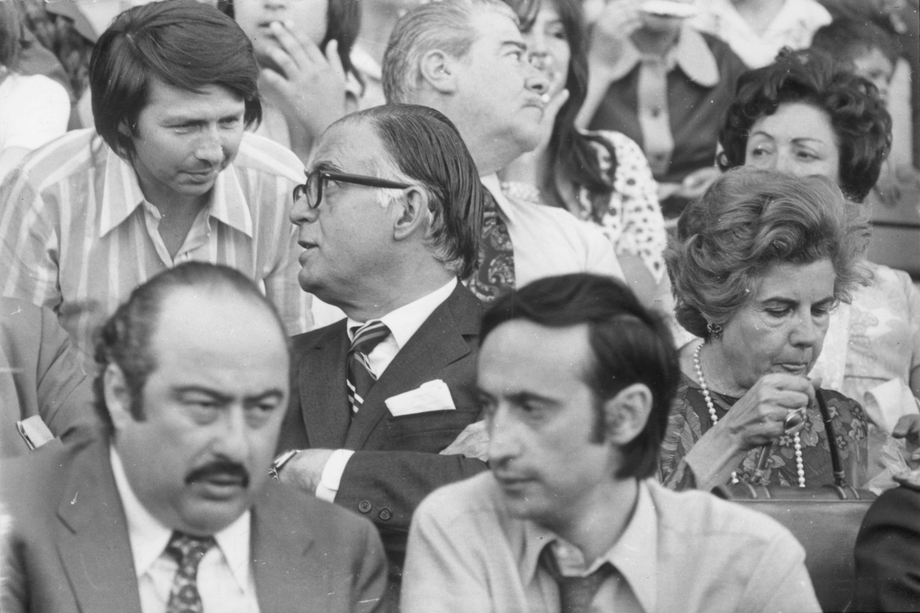
Министр образования Анибал Пальма (на первом плане справа) и Радомиро Томич (в очках) на чествовании Пабло Неруды на национальном стадионе, 12 июня 1972 года

Несмотря на опасения по поводу Томича из-за его связей с администрацией Джонсона в США, генеральный секретарь Коммунистической партии Луис Корвалан относил Томича и христианских демократов к положительным силам в чилийской политике, отмечая их «революционные, антиимпериалистические и антиолигархические» взгляды. Советское посольство в Сантьяго даже отмечало 13 октября 1970 года, что «Томич способен мыслить марксистскими категориями». По словам Джорджа У. Грейсона, аналогично Томича поддерживало самое левое крыло христианских демократов, «бунтари» (rebeldes). Во время своей президентской кампании 1970 года Томич заявил, что «невозможно быть одновременно католиком и капиталистом», призвал к «некапиталистическому пути развития» и стремился к союзу с социалистическими и коммунистическими партиями, подчёркивая, что он представляет себе «не просто избирательный альянс, а прочную платформу, на которой можно было бы основать революционное правительство».
Томич провёл кампанию левого толка с программой «некапиталистического пути развития», которая ознаменовала разрыв с умеренностью Эдуардо Фрея Монтальвы. Британский историк Алан Энджелл заметил, что «кампания Томича выглядела почти столь же радикальной по тону и заявлениям, как и кампания Альенде», что привлекло левых избирателей и прогрессивных католиков за счёт более правых и консервативных сторонников ХДП из среднего класса, которые часто переходили на сторону Хорхе Алессандри. Томич добился исключительно хороших результатов среди женщин и воцерковлённых католиков, но не смог достаточно нарастить поддержку среди среди бедных и левых избирателей и превзойти Альенде в традиционно левых округах.

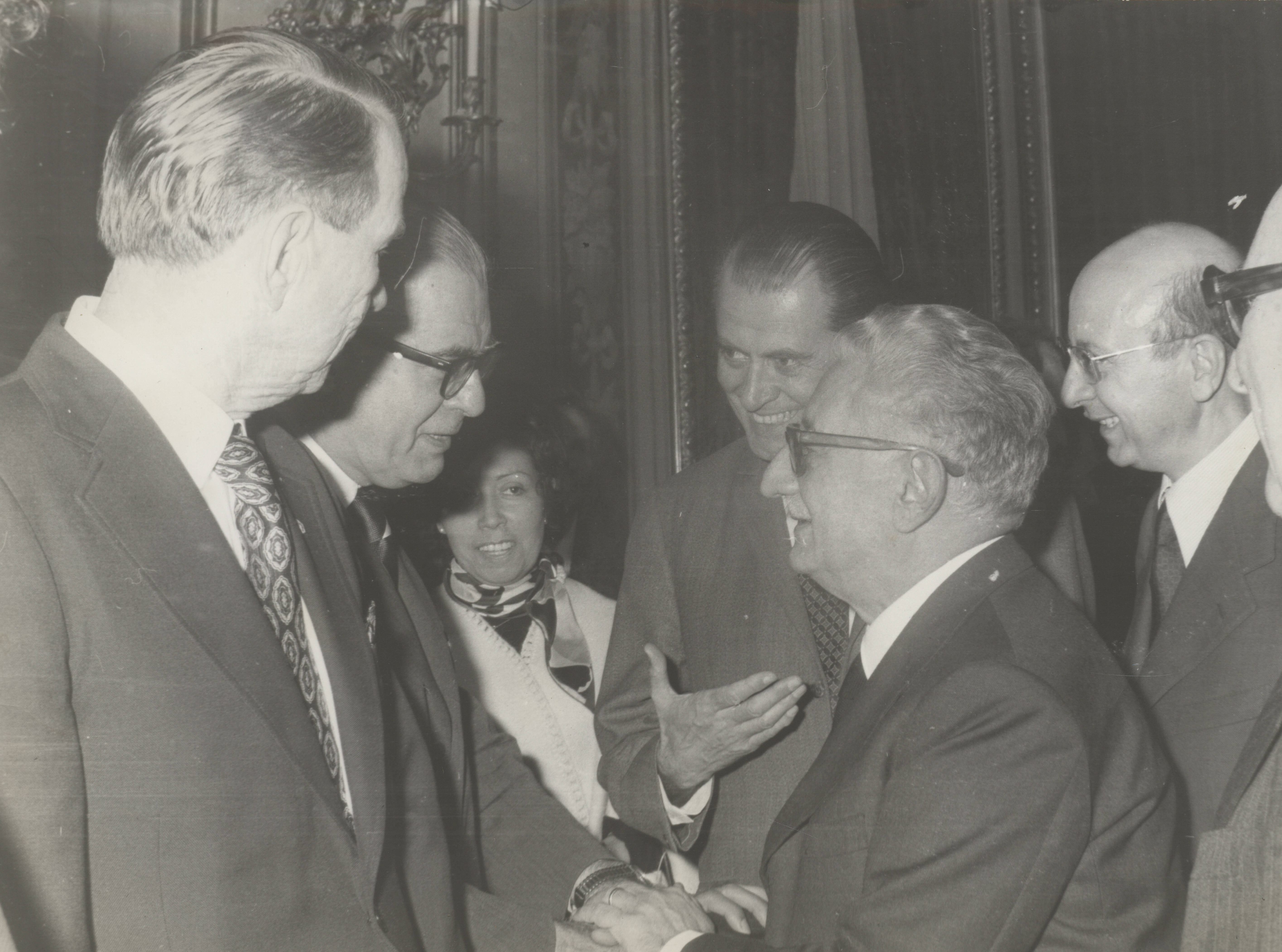
Вильна Сааведра, Радомиро Томич и Патрисио Эйлвин

В конечном итоге Томич занял третье место, свои голоса за него отдали 821 801 человек (28 %). Альберт Л. Майклс утверждает, что, несмотря на ценности коммунитаризма и теологии освобождения Томича, администрация Фрея сделала христианских демократов настолько непопулярными, что Томич «мало что мог сделать, чтобы превзойти Альенде в поддержке среди прямых жертв жёсткой экономии, инфляции, экономического спада и официального насилия». Победу одержал Сальвадор Альенде. После подписания Статута о конституционных гарантиях Томич поддержал ратификацию Альенде парламентом и добился от всей своей партии того же.
Во время чилийской военной диктатуры Томич несколько лет жил в Женеве. А после возрващения страны к демократии в 1990 году тогдашний президент Патрисио Эйлвин из ХДП назначил его послом при ООН в этом городе.
Томич умер в 1992 году от заболевания печени. По сей день его партия помнит его идеи и считает его одной из важнейших фигур в своей истории. В его родном городе Калама его имя носит новейшая средняя школа Муниципальной корпорации социального развития (COMDES), созданная в 2002 году.

## Электоральные результаты

### Президентские выборы 1970 года
| Кандидат                                       | Кандидат                                       | Кандидат                                       | Партия                                         | Партия                                         | Коалиция                                       | Голоса    | %       |
| ---------------------------------------------- | ---------------------------------------------- | ---------------------------------------------- | ---------------------------------------------- | ---------------------------------------------- | ---------------------------------------------- | --------- | ------- |
|                                                |                                                | Сальвадор Альенде Госсенс                      |                                                | СПЧ                                            | Народное единство                              | 1 070 334 | 36,62 % |
|                                                |                                                | Хорхе Алессандри Родригес                      |                                                | Независимый                                    | Национальная партия — Радикальная демократия   | 1 031 159 | 35,27 % |
|                                                |                                                | Радомиро Томич Ромеро                          |                                                | ХДП                                            | ХДП — ПАДЕНА                                   | 821 801   | 28,11 % |
| Общее количество действительных голосов        | Общее количество действительных голосов        | Общее количество действительных голосов        | Общее количество действительных голосов        | Общее количество действительных голосов        | Общее количество действительных голосов        | 2 923 294 | 98,93 % |
| Пустые и недействительные бюллетени            | Пустые и недействительные бюллетени            | Пустые и недействительные бюллетени            | Пустые и недействительные бюллетени            | Пустые и недействительные бюллетени            | Пустые и недействительные бюллетени            | 31 505    | 1,07 %  |
| Всего подано голосов                           | Всего подано голосов                           | Всего подано голосов                           | Всего подано голосов                           | Всего подано голосов                           | Всего подано голосов                           | 2 954 799 | 100 %   |
| Общее количество зарегистрированных участников | Общее количество зарегистрированных участников | Общее количество зарегистрированных участников | Общее количество зарегистрированных участников | Общее количество зарегистрированных участников | Общее количество зарегистрированных участников | 3 539 747 |         |